# بثينة العذرية
بثينة بنت حبا بن ثعلبة بن الهوذ بن عمرو بن الأحب بن ربيعة بن حرام العذرية،( - 82 هـ) زوجة نبيه بن الأسود العذري، والد سعيد بن الأسود، وقيل: لأبيها صحبة.
شاعرة من بني عذرة، من قضاعة، اشتهرت بأخبار لها مع جميل بن معمر العذري، وكانت منازلهم بوادي القرى (بين مكة والمدينة).
ومن نوادرها ما ذكره صاحب الأغاني في خبر لها مع عبدالملك بن مروان، وكان قد حج ونزل بوادي القرى، فدخلت عليه بثينة وعليها ثياب من ثياب البادية، وعلى وجهها برقع، فقال: أقسمت عليك إلا نحيت البرقع عن وجهك. ففعلت، فإذا وجه ليس ببارع الجمال، فقال: ما أراك كما قال جميل:
سمراء آنسة كأن حديثها
در تهلك سلكه متثور
لولا بثينـة أن أخبت نفسها
إني بها وببذلها مسرور
لغدت برحلي في صحابة خالد
وجناء ناجية الشعاب عسير
ولقد طربت إليك حتى انني
لأكـاد من طرب إليـك أطير
ثم قال: ما أنت يا بثينة بهذه الصفة! قالت: يا أمير المؤمنين، لكنني كنت عنده كذلك، أما سمعت قول ابن أبي ربيعة:
لقد قالت لأتراب لها
وتعرت ذات يوم تبترد
أكما ينعتني تبصرنني
عمركن الله أم لا يقتصد
فتضاحكن وقد قلن لها
حسن في كل عين من تود
وقيل: إن جميل توفي قبلها، فرثته ولم تعش بعده طويلا. ولها أخبار كثيرة متفرقة في كتب الأدب يطول الحديث عنها.